# مصبنة الشكعة

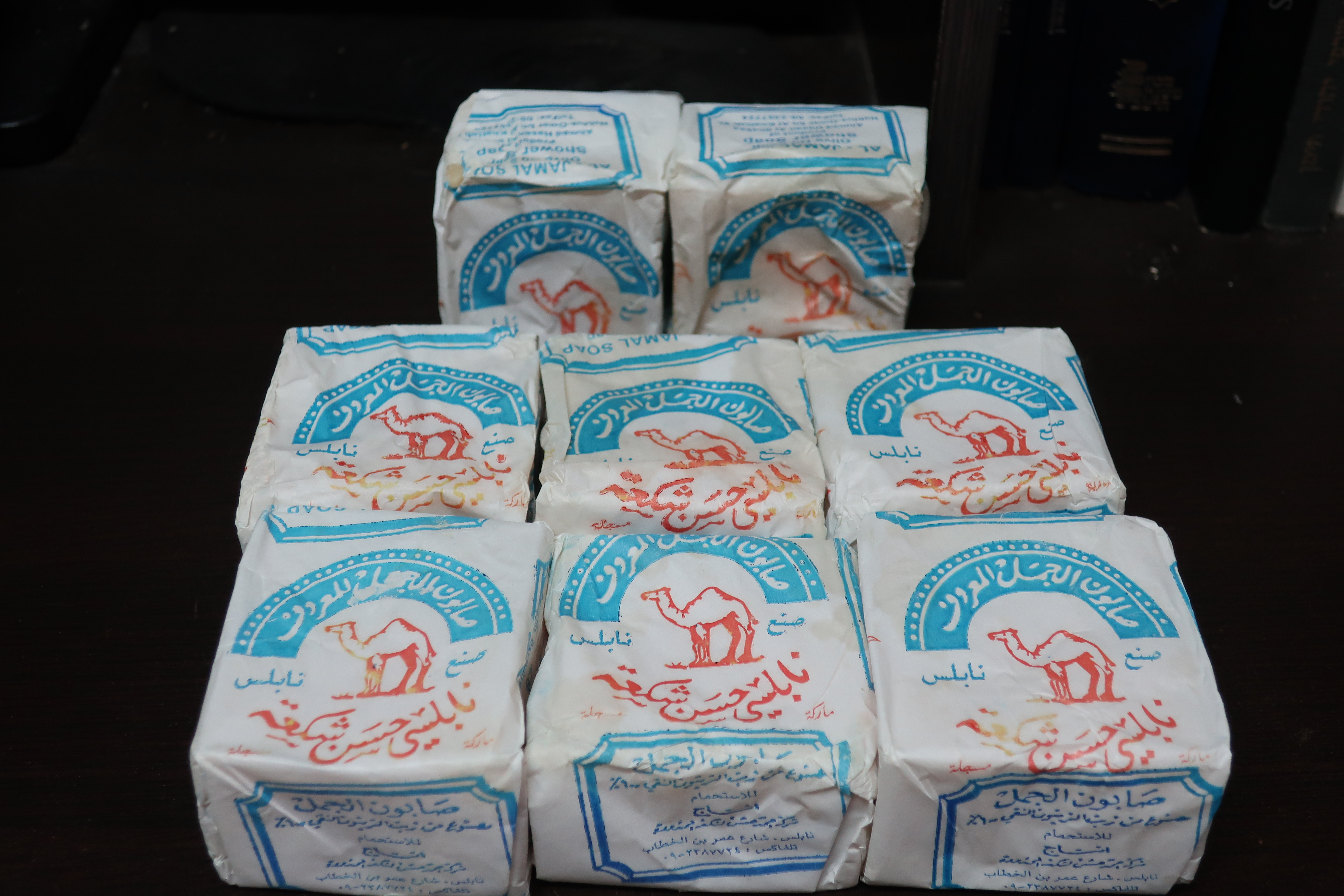
قطع من الصابون النابلسي

مصبنة الشكعة وتعرف أيضاً مصبنة حسن الشكعة وماركة الجمل 1926 وصبانة الشكعة، وهي من أحد المعالم والمباني التاريخية القديمة في محافظة نابلس بالضفة الغربية، تقع في البلدة القديمة بمدينة نابلس، ويستخدم المبنى في صناعة الصابون النابلسي، أنشئت في العهد العثماني في القرن التاسع عشر.

## التاريخ
- أن مصبنة الشكعة كانت شاهدة على ثورة 1936 في فلسطين.

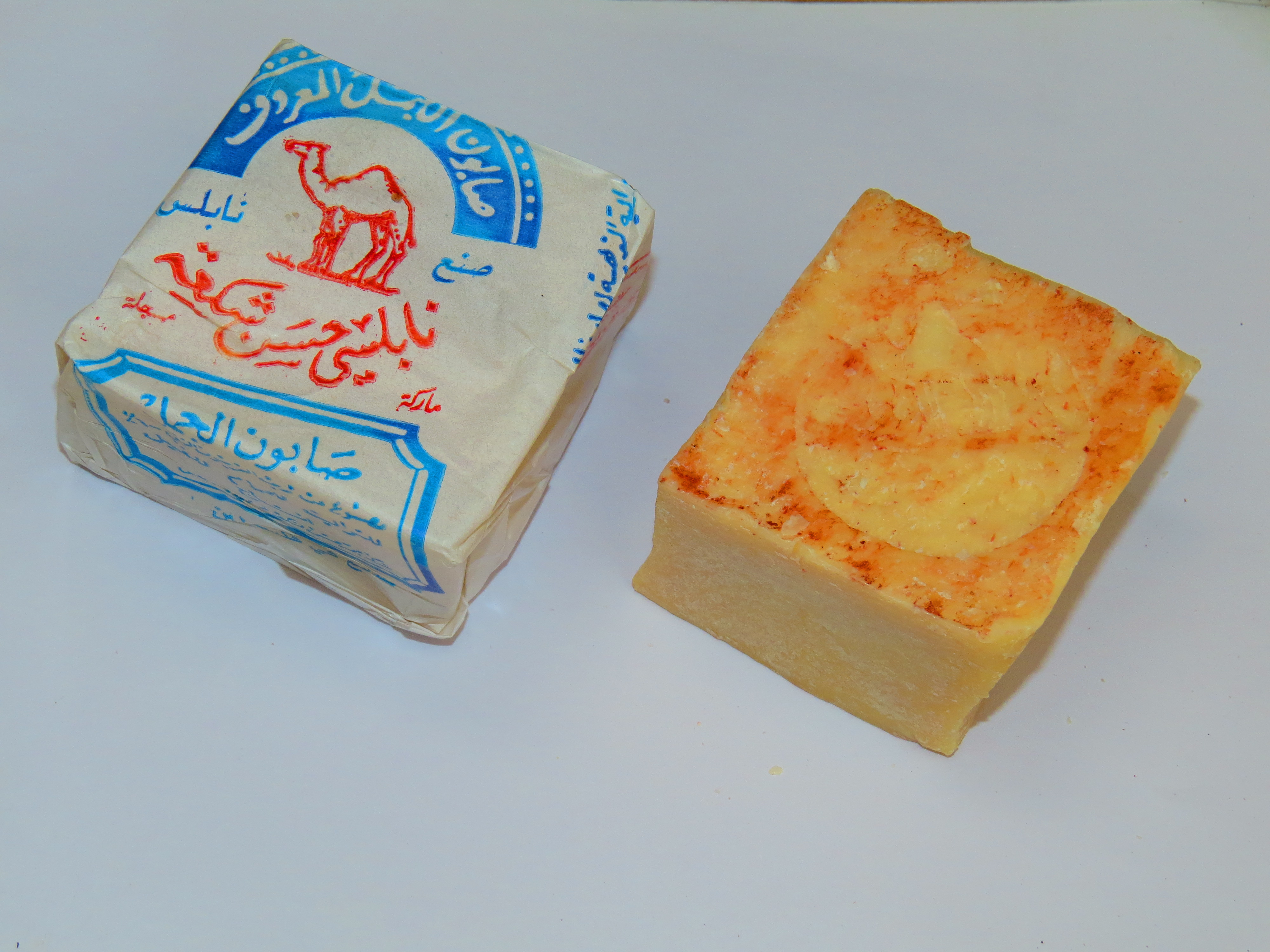
فلقتين من الصابون النابلسي من إنتاج مصنع حسن الشكعة للصابون

- فلقتين من الصابون النابلسي من إنتاج مصنع حسن الشكعة للصابونكانت اجتماعات القيادات الفلسطينية تتم بمصبنة الشكعة، كون صاحبها من أحد زعماء الثورة.

- عقد اجتماع بتاريخ 19 نيسان 1936 في تلك المصبنة، ووضع في هذا الاجتماع أسس ومبادئ ثورة فلسطين الكبرى عام 1936، تم الاتفاق على إعلان إنشاء اللجنة القومية للإشراف على سير الحركة الوطنية، وإعلان الإضراب العام في نابلس وأن تدعى سائر مدن فلسطين إلى الإضراب.[3]

## الإنتاج
- لا تزال مصبنة الشكعة تقاوم من أجل البقاء والحفاظ على نهجها التراثي، وعلى قيمتها التاريخية، رغم كل المنافسات التي تحيطها من أنواع الصوابين المستوردة.

- تعتبر صبانة الشكعة، من أوائل الصبانات في مدينة نابلس حيث يعود تاريخ إنشاؤها إلى أكثر من 180 عاماً.

- تم بناء مبنى الصبانة ليكون حرفة عائلية يتوارثها الأبناء عن آبائهم وأجدادهم.[4]

## ميزات صبانة الشكعة
- لا تزال تصنع الصابونة فيها بالطريقة اليدوية القديمة. تتم الصناعة من خلال استخدام زيت الزيتون كمكون رئيسي في الصناعة، والصودا الكاوية والماء، وتطبخ هذه المواد على النار وتحتاج من 5 إلى 6 أيام، ومن ثم صبها على الأرض، وتقطيعها إلى مربعات.

- يتم صنعتها بإستخدام مواد طبيعية بعيداً عن الروائح أو المواد الكيماوية.

- الصابون النابلسي البلدي يعمل على تفتح الجلد، ولا تعطي رائحة سوى النظافة والشعور بالراحة.

- قديما كان أغلب الناس يستخدمون الصابون البلدي النابلسي.[5]

- يوجد عزوف اليوم عن إستخدام الصابونة النابلسية، نتيجة التطور وظهور العديد من الأنواع المختلفة المصنعة وقليلة الثمن.[6]

- مصبنة الشكعة كانت تنتج كميّات كبيرة من الصابون للسوق المحلية بفلسطين، يتم تسويق كميات كبيرة إلى الخليج وسوريا ومصر ولبنان.

- الآن يتم تسويق جزء  بسيط وتقتصر فقط على الأردن، وتوزيعه محلياً.[7]